# Akwe
Gli Akwe  sono un macro-gruppo etnico storico delle zone centro-occidentali del Brasile.

## Lingua
I gruppi parlano vari dialetti della lingua Akwe, lingua che appartiene alla famiglia linguistica Jê.

## I gruppi
I gruppi considerati facenti parte del macro-gruppo Akwe sono i seguenti:
- gli Xerente
- gli Xavante
- gli Xacriabá
- gli Acroás (estinti)

Sono gruppi considerati culturalmente e linguisticamente connessi ma classificati come etnie diverse dopo le migrazioni forzate avvenute alla fine del XIX secolo a causa delle persecuzioni dei colonizzatori portoghesi (l'area disponeva di notevoli giacimenti d'oro). In questo periodo gli Xavante migrarono verso l'interno del Mato Grosso, nei pressi del Rio das Mortes, mentre gli Xerente rimasero sulle rive del fiume Tocantins.